# Transcendental Painting Group
Die Transcendental Painting Group (TPG) war eine Künstlervereinigung, die 1938 in Taos, New Mexico, gegründet wurde. Ziel der Gruppe war es, eine Alternative zu den vorherrschenden Strömungen des Sozialrealismus und Regionalismus zu schaffen, die die Kunst der 1930er Jahre in den USA dominierten. Unter der Leitung von Raymond Jonson und Emil Bisttram gehörten der Gruppe Künstler wie Agnes Pelton, Lawren Harris, Florence Miller Pierce, Horace Pierce, Robert Gribbroek, William Lumpkins und Dane Rudhyar an. Die meisten Mitglieder lebten und arbeiteten in New Mexico, mit Ausnahme von Agnes Pelton, die in Südkalifornien tätig war.

## Ziele und Ästhetik
Die Gruppe wollte Kunstwerke schaffen, die über die physische Welt hinausgehen und spirituelle, idealistische und imaginative Dimensionen ansprechen. Ihr Manifest formulierte den Anspruch,„… die Malerei durch neue Konzepte von Raum, Farbe, Licht und Design über die Erscheinungen der physischen Welt hinaus zu tragen“. Stilistisch waren sie stark von der Theosophie, der gegenstandslosen Kunst Wassily Kandinskys und dem Mystizismus Nicolas Roerichs inspiriert. Sie verwendeten häufig geometrische Kompositionen, die denen des Konstruktivismus und des Bauhauses ähnelten, kombinierten diese jedoch mit leuchtenden Farben und musikalischen Rhythmen. Die Werke der TPG-Künstler wiesen häufig synästhetische Qualitäten auf und versuchten, eine transzendente, kosmische Erfahrung zu vermitteln. Die Gruppe verstand ihre Kunst als Ausdruck eines höheren spirituellen Verständnisses der Wirklichkeit.

## Manifest
Die Transcendental Painting Group (TPG) wurde mit dem Ziel gegründet, einen reinen abstrakten Malstil zu schaffen und zu fördern, der von einer spirituellen Absicht durchdrungen ist. Es folgt das Manifest der Gruppe, das 1997 in einer Publikation der University of New Mexico, Johnson Gallery, mit dem Titel Vision and Spirit, The Transcendental Painting Group veröffentlicht wurde:
„Die Transcendental Painting Group setzt sich aus Künstlern zusammen, die sich mit der Entwicklung und Präsentation verschiedener Arten ungegenständlicher Malerei befassen; Malerei, die ihren Ursprung in der schöpferischen Vorstellungskraft hat und nicht von einem objektiven Ansatz abhängt.
Das Wort Transzendental wurde als Name für die Gruppe gewählt, weil es ihr Ziel am besten zum Ausdruck bringt, nämlich die Malerei über das Erscheinungsbild der physischen Welt hinaus durch neue Konzepte von Raum, Farbe, Licht und Design in idealistische und spirituelle Vorstellungswelten zu führen. Die Arbeit befasst sich nicht mit politischen, wirtschaftlichen oder anderen sozialen Problemen. Die Methoden können variieren. Einige nähern sich ihren plastischen Problemen durch ein wissenschaftliches Abwägen der beteiligten Elemente; andere verlassen sich auf die anfängliche Emotion, die durch den kreativen Drang selbst hervorgerufen wird; wieder andere werden von einer metaphysischen Motivation angetrieben. Zweifellos werden mit dem Wachstum der Gruppe weitere Methoden hinzukommen.
Die Transzendentale Malgruppe ist kein Klüngel, keine zufällige Gruppe von Freunden. Die Mitglieder sind davon überzeugt, dass Schwerpunkte in der Gruppenarbeit notwendig sind, um eine Kunst zu präsentieren, die über das Sachliche hinausgeht und die kulturelle Entwicklung unserer Zeit zum Ausdruck bringt.
Die Hauptaktivität der Gruppe wird in der Organisation von Ausstellungen bestehen. Ziel ist es, das Wesen der transzendierenden Malerei bekannt zu machen, die, in ihren verschiedenen Phasen entwickelt, dazu dienen wird, den Horizont der Kunst zu erweitern.“
Die Gruppe blieb bis 1942 aktiv und erlangte zu ihrer Zeit nur begrenzte Anerkennung. In jüngster Zeit hat sie jedoch eine Neubewertung erfahren, etwa durch Ausstellungen wie Another World: The Transcendental Painting Group, 1938–1945, die vom Crocker Art Museum in Sacramento organisiert wurde. Diese Ausstellung, die auch im Los Angeles County Museum of Art (LACMA) und anderen Institutionen gezeigt wurde, machte das Publikum mit der visionären und spirituellen Dimension der Kunst der TPG vertraut.